# 魯道夫·安德森
魯道夫·安德森（英語：Rudolf Anderson、1927年9月15日—1962年10月27日），美國空軍已故少校，為該國空軍第二高級勳獎——空軍十字勳章的首位受章者。安德森是古巴飛彈危機期間唯一一位死於敵軍開火的人員，在駕駛U-2偵察機時於古巴附近被擊落。